# Małgorzata Śmieszek
Małgorzata Śmieszek est une joueuse de volley-ball polonaise née le 11 juillet 1996 à Skierniewice. Elle mesure 1,87 m et joue au poste de centrale.

## Clubs
| Club                         | De        | À         |
| ---------------------------- | --------- | --------- |
| MKS "Skier-Vis" Skierniewice |           | 2010-2011 |
| SMS PZPS Sosnowiec           | 2011-2012 | 2013-2014 |
| KS Pałac Bydgoszcz           | 2014-2015 | 2016-2017 |
| MKS Muszyna                  | 2017-2018 | 2017-2018 |
| Budowlani Łódź               | 2018-2019 | …         |

## Palmarès

### Équipe nationale
- Championnat d'Europe des moins de 18 ans
  - Vainqueur : 2013.

### Clubs
- Supercoupe de Pologne
  - Vainqueur : 2018.
- Championnat de Pologne
  - Finaliste : 2019.